# ソアーヴェ (ワイン)

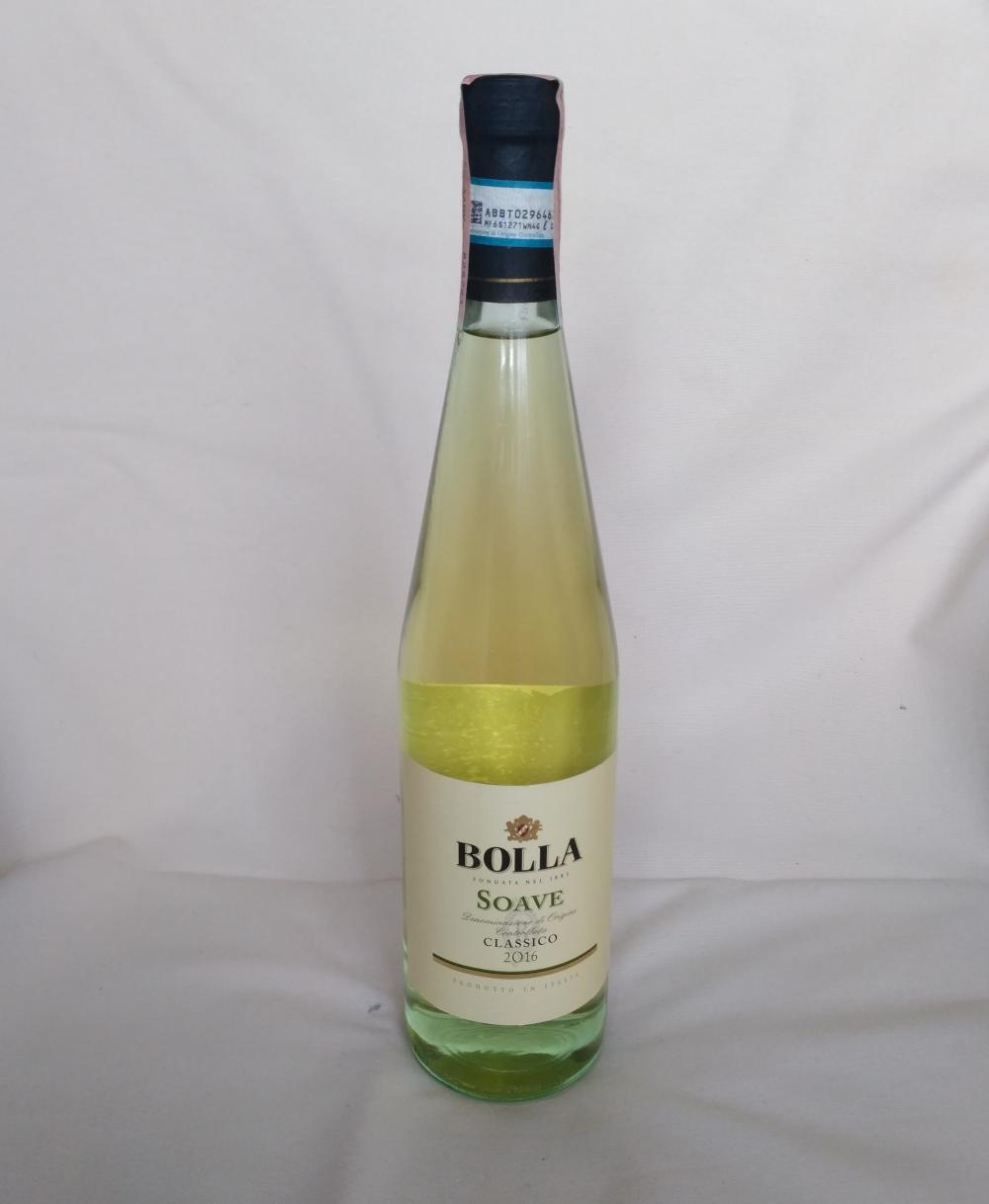
ソアーヴェ・クラッシコ DOCのワイン

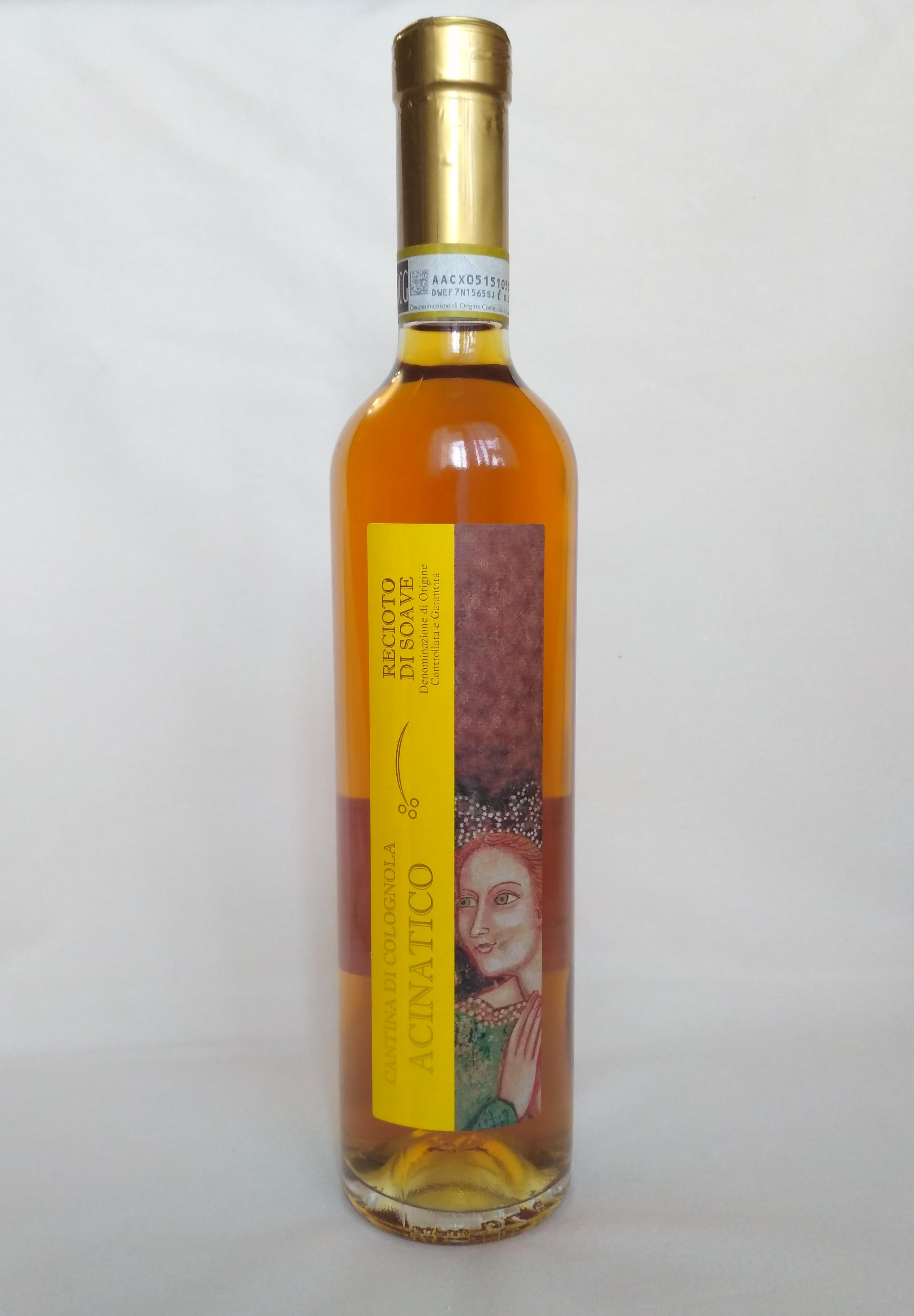
レチョート・ディ・ソアーヴェ DOCGのワイン

ソアーヴェ (Soave, イタリア語: [soˈaːve]) はイタリア北東部ヴェネト州の辛口白ワインであり、主にヴェローナ近郊の地域で生産されている。ソアーヴェのワイン生産地域には、ソアーヴェという名称の統制原産地呼称 (D.O.C.) 認定区域と、2001年に設けられたソアーヴェ・スペリオーレ (Soave Superiore) という保証付き統制原産地呼称 (D.O.C.G.) 認定区域が併存しており、さらに両区域とも、通常表示のワインと、生産地域の中核部にあたるソアーヴェおよびモンテフォルテ・ダルポーネで作られたクラッシコ (Classico) 表示のワインとに分けられる。
ソアーヴェのワイン生産地域全体において主要品種となっているのはガルガーネガであるが、トレッビアーノ・ディ・ソアーヴェ（ヴェルディッキオの別名）やシャルドネも、比率はさまざまだが使用を認められている。ソアーヴェのワインはほとんどが辛口のスティル（非発泡）ワインであるものの、ソアーヴェ DOCではスプマンテ（発泡）タイプも認められているほか、1998年には丘陵地のブドウから作られるパッシート方式のレチョート (Recioto) が独自のD.O.C.G.認定を受けている。

## 歴史

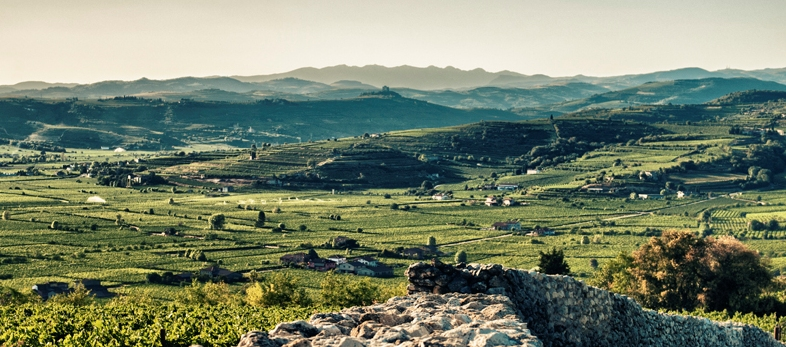
ソアーヴェのブドウ畑の風景

### 古代・中世
ソアーヴェワイン保護協会の説明によると、古代ローマのポストゥミア街道沿いにあるこの地域では、紀元2世紀にはレティコ (Retico)と呼ばれるワインが作られており、ウェルギリウスやスエトニウスが称賛していたほか、アウグストゥス帝も好んでいたという。
東ゴート王国のテオドリックの臣下、カッシオドルスは日記でヴェローナにおけるワイン作りの評判について触れており、ソアーヴェのことを「厳選されたブドウから作られる白ワインで、白百合から作られたかのような美しい白さをしている」と評している。
「ソアーヴェ (Soave) 」という名称はヴェローナに逗留していたダンテ・アリギエーリの記述に由来するという言い伝えがあるが、ランゴバルド王国のアルボイーノ王の時代にこの一帯に居住していたスエビ族の呼び名「スヴェーヴィ (Svevi) 」に由来する、という説が有力である。ローマ教皇エウゲニウス3世が1145年に出した勅書には、「スエビ族の地」を意味する「スアウィウム (Suavium) 」という言葉が使われており、中世イタリアではスエビ族のことをSoaviと綴っていた。

### 近代・現代
初めて公式にソアーヴェのブドウ畑の地図および目録が作成されたのは1816年のことだった。19世紀末までには、ソアーヴェに使用するブドウ品種をガルガーネガとトレッビアーノ（・ディ・ソアーヴェ）とする先例が確立していたことが、1900年出版の書物から確認できる。また、ソアーヴェで最初の協同組合が設立されたのも1898年のことであり、現在まで続く生産・流通体制の基礎が世紀転換期に築かれた。
20世紀初めにはフィロキセラ禍によってブドウ樹のほとんどが失われたが、再植栽が行なわれ、1924年にはソアーヴェの生産者たちによるワイン保護協会が設立された。そして初代会長ペラッツァンはコネリアーノのブドウ栽培・ワイン醸造研究所の協力を得て、地域内のブドウ畑の科学的調査を始めた。1927年には、ソアーヴェおよびモンテフォルテ・ダルポーネの概ね丘陵地の畑で構成される、現在のクラッシコの地区が良質なソアーヴェのワインの生産区域として初めて画定され、1931年の勅令によって上質な「イタリア固有のワイン (Vino Tipico) 」を生産する力のある地区としてソアーヴェとキャンティが認定された。この文書では生産区域の境界線が定められたのだが、ソアーヴェの場合、その境界線は現行の規定におけるソアーヴェ・クラッシコの境界線と一致している。
20世紀の半ば、ソアーヴェのワインは第二次世界大戦後の米国におけるイタリアワインブームを受けて最盛期を迎えた。旧来の（クラッシコ地区にあたる）1,700ヘクタールに限定された生産地域だけでは急増する需要に応えきれず、ソアーヴェのワイン生産は13のコムーネにまたがる7,000ヘクタールの地域にまで拡大していった。1968年に制定されたソアーヴェ DOCの生産区域は、この拡大された生産区域の境界線を反映している。ボッラなどの大手生産者によるマーケティングもあって、1970年代には米国内最高売り上げのイタリア産D.O.C.認定ワインとしてキャンティすらも抜いた。20世紀末には、ソアーヴェはピノ・グリージョや新たに流入した南イタリア産のワインに凌駕されることとなった。
2001年にソアーヴェ・スペリオーレ DOCGが別個に設けられ、2002年のヴィンテージから適用されたが、新規定の該当区域は、元々のクラッシコの地区に含まれていた場所もあれば含まれていなかった場所もあるという、ワイン専門家のオズ・クラークに言わせれば不明確で「複雑怪奇」なものだった。新規定における境界線と、D.O.C.G.昇格によって追加されたブドウ樹の仕立てなどの栽培に関する必要条件は、ソアーヴェのブドウ栽培家たちからの厳しい非難を招き、早くも2003年にはD.O.C./D.O.C.G.の認可を自ら返上してI.G.T.表示のワインを生産する者も現われだした。
品質志向の生産者のあいだでは、ラベルにおいて独自の区画（クリュ）表示が非公式に行なわれてきたが、生産者団体の18年にわたるゾーニングの訴えを受けて、2019年、クリュにあたる33の追加地理的単位 (U.G.A.) がイタリア政府によって公式に認定された。

## ワイン生産地域

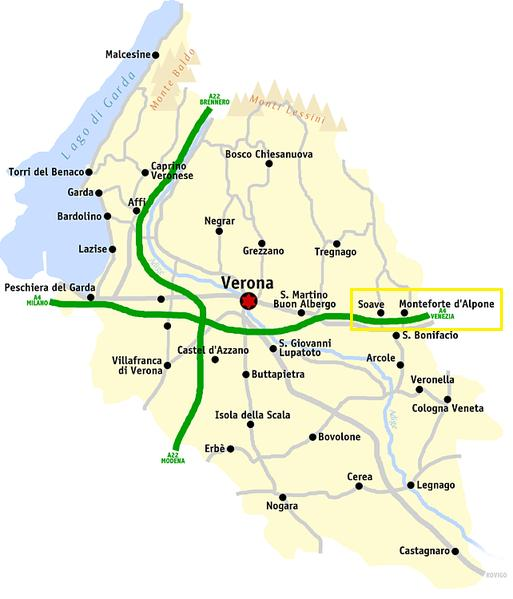
ヴェローナ県にはソアーヴェ・クラッシコの認定区域（東側の枠の辺り）の中心となるコムーネが集中している。

ソアーヴェの生産区域は、ヴェローナ県東部の丘陵地（セレニッシマ高速道のヴェローナ–ヴェネツィア間にある東西約7km分の区間の北側）に位置する。この区域には、ソアーヴェ、モンテフォルテ・ダルポーネ、サン・マルティーノ・ブオン・アルベルゴ、ラヴァーニョ、メッツァーネ・ディ・ソット、カルディエーロ、コロニョーラ・アイ・コッリ、イッラージ、カッツァーノ・ディ・トラミーニャ、ロンカー、モンテッキーア・ディ・クロザーラ、サン・ジョヴァンニ・イラリオーネの各コムーネの全体もしくは一部が含まれている。
ワイン生産地域としてのソアーヴェ一帯は、秋にポー川流域から流れてくる浅霧の影響を受けるせいで、かび病などの病害をブドウにもたらすことがある。ソアーヴェの主要品種となるガルガーネガ種は、晩熟の品種で果皮が厚く、トレッビアーノ・トスカーノのような果皮の薄い品種よりも浅霧に耐性がある。

### ソアーヴェ・クラッシコ

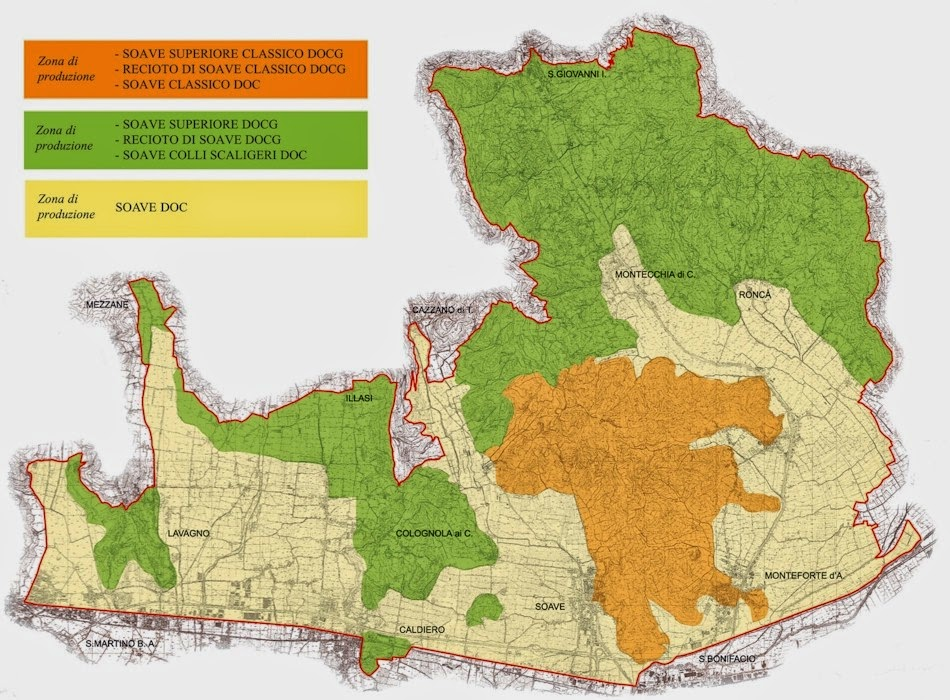
ソアーヴェの各D.O.C.およびD.O.C.G.認定区域

クラッシコにあたる区域が最初に定められたのは1927年のことであり、ヴェネト州政府が当初指定したのはソアーヴェ内の丘陵地にあるブドウ畑であった。現在、ソアーヴェ DOCおよびソアーヴェ・スペリオーレ DOCGのワインで、「クラッシコ」の指定を受けられるのは、ヴェローナ県で最古の本来の「ソアーヴェ」地区にあたる、ソアーヴェおよびモンテフォルテ・ダルポーネの両コムーネにおける丘陵地の畑で収穫されたブドウのワインのみである。
この地域でブドウ畑になっている場所の土壌は、沖積土からなる平野部に比べてはるかに痩せている。ソアーヴェのコムーネ付近、クラッシコ地区の西側の土壌は、石灰質を多く含み、午後の日射から受けた熱を保つため、東側のソアーヴェ・クラッシコよりもボリューム感と果実味の強いワインが生まれる要因となっている。東側のモンテフォルテ・ダルポーネ付近の土壌は、風化分解した火山岩で出来ているため、西側のソアーヴェ・クラッシコよりも鋼のような印象の強いワインを生み出す傾向がある。

### ソアーヴェ・スペリオーレ
大量生産の安物というイメージを払拭するため、また輸出市場における1990年代からのピノ・グリージョ（ピノ・グリ）のワインの台頭に対抗するため、品質重視のワイン規格を設ける目的で、ソアーヴェワイン保護協会は1998年から2001年にかけて、栽培地域の土壌・標高・日照などを調査し、51の区画に分類した。この調査結果に基づき、イタリア政府は従来のクラッシコの区域だけでなく、それ以外の散在する丘陵地の区域（コッリ・スカリージェリ）も含んだソアーヴェ・スペリオーレ DOCGの区域を画定した。

### クリュ (U.G.A.)
2019年6月にイタリアの農業政策省は、単一畑産ブドウで作られたワインのラベル表示として、33のいわばクリュにあたる追加地理的単位 (ウニタ・ジェオグラフィカ・アジュンティーヴァ、伊: Unità Geografica Aggiuntiva (U.G.A.) ) を公式に認定した。クリュの適用範囲は、クラッシコ地区のほぼ全てと、ソアーヴェ・スペリオーレ DOCGの区域の一部であり、ソアーヴェのブドウ畑総面積の約38%にあたる。画定の基準としては、ワインの特徴、歴史的な地名区分、テロワールを総合的に考慮した結果とされる。クリュ表示によって各ワインの特徴が分かりやすくなり、販売促進の助けになる一方、クリュ表示を行なう生産者にはワインの全生産過程のトレーサビリティが課せられる。各クリュの名称は以下の通り –– カステルチェリーノ (Castelcerino) 、コロンバーラ (Colombara) 、フロスカ (Froscà) 、フィッタ (Fittà) 、フォスカリーノ (Foscarino) 、ヴォルパーレ (Volpare) 、トレメナルト (Tremenalto) 、カルボナーレ (Carbonare) 、テント (Tent) 、コルテ・ドゥルロ (Corte Durlo) 、ルガーテ (Rugate) 、クローチェ (Croce) 、コスタルンガ (Costalunga) 、コステ (Coste) 、ゾッペガ (Zoppega) 、メニーニ (Menini) 、モンテ・グランデ (Monte Grande) 、カ・デル・ヴェント (Ca 'del Vento) 、カステッラーロ (Castellaro) 、プレッソーニ (Pressoni) 、ブロイア (Broia) 、ブロニョリゴ (Brognoligo) 、コスタルタ (Costalta) 、パラディーゾ (Paradiso) 、コステッジョーラ (Costeggiola) 、カザルサ (Casarsa) 、モンテ・ディ・コロニョーラ (Monte di Colognola) 、カンパニョーラ (Campagnola) 、ピーニョ (Pigno) 、ドゥエッロ (Duello) 、センジャルタ (Sengialta) 、ポンサラ (Ponsarà) 、ロンカ＝モンテ・カルヴァリーナ (Roncà-Monte Calvarina)

## D.O.C.およびD.O.C.G.の規定

### ソアーヴェ DOC

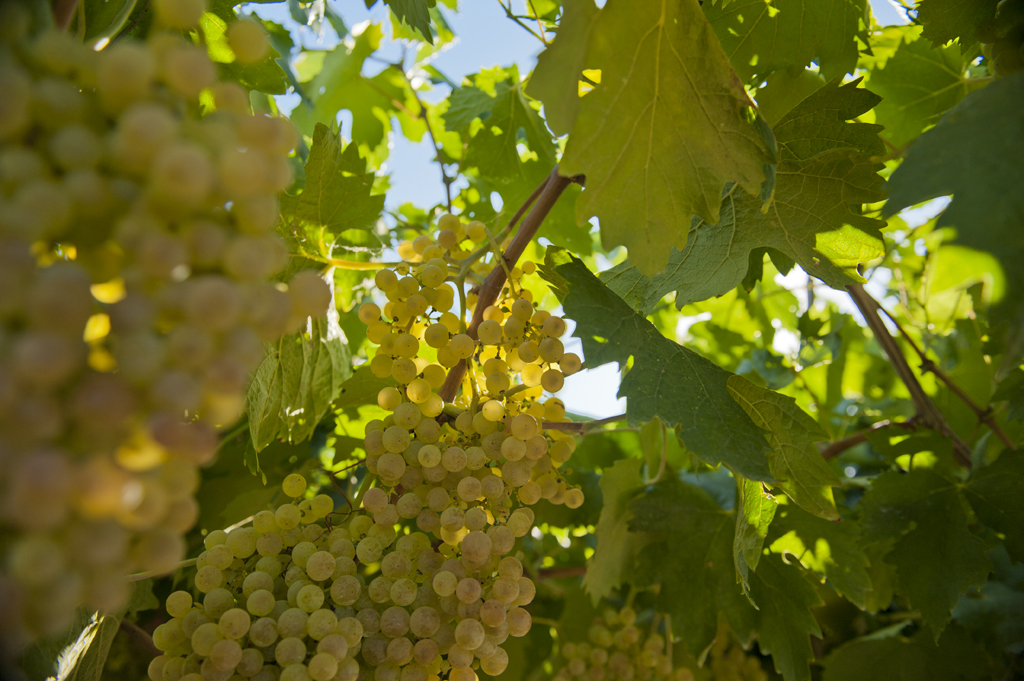
ソアーヴェの主要品種であるガルガーネガ

ソアーヴェ DOC (Soave DOC) のワインは白ワインのみで、使用するブドウの70%以上はガルガーネガでなくてはならない。ブレンドの最大30%まではトレッビアーノ・ディ・ソアーヴェ（ヴェルディッキオやノストラーノなどの別名でも知られる）とシャルドネを単独もしくは合わせて使用することが認められている。また、その他のアロマティックでない地元産白ブドウ品種は5%まで使用できる。トレッビアーノ・ディ・ソアーヴェは、一般にトレッビアーノと呼ばれているトレッビアーノ・トスカーノ（コニャックの生産に使用され、ユニ・ブランの名でも知られる）とは別の品種である。2002年9月のD.O.C.規定の変更により、より高品質のブドウに重点が置かれるようになり、かつてブレンドの最大15%まで使用することが認められていたトレッビアーノ・トスカーノは規定から外された。また、かつて最大30%の枠に含まれていたピノ・ビアンコ（ピノ・ブラン）は、2010年11月の規定変更により枠から外された。D.O.C.認定ワインに使用するブドウの収量は1ヘクタールあたり15トン以下に制限され、ワインの最低アルコール度数は10.5%と定められている。ただし収量の上限値は高品質のワインを作るには依然として高すぎるため、ワインの質にこだわるトップクラスの生産者は自主的により厳しい収量制限を実践している。
クラッシコ地区で生産されたワインはソアーヴェ・クラッシコ DOCの呼称を、クラッシコ地区以外のスペリオーレ該当地区（後述）で生産されたワインはソアーヴェ・コッリ・スカリージェリ DOCの呼称を使用することができるが、通常のソアーヴェ DOCよりも基準は厳しくなり、最大収量は1ヘクタールあたり14トン、最低アルコール度数は11%、そして3カ月以上の熟成（収穫年の翌年2月1日解禁）が要求される。なお、「リゼルヴァ」などの付加価値的なラベル表記はD.O.C.の規定で禁止されている。
ソアーヴェ DOCには発泡タイプのスプマンテの規格も存在する。ブドウ品種の使用比率、最大収量、最低アルコール度数の規定はソアーヴェ・クラッシコのものと変わらない。

### ソアーヴェ・スペリオーレ DOCG
現行のソアーヴェ・スペリオーレ DOCG (Soave Superiore DOCG) の規定では、使用するブドウのうちガルガーネガの比率は70%以上でなくてはならず、トレッビアーノ・ディ・ソアーヴェおよびシャルドネは単独もしくは合わせて残りの最大30%分に使用することができる。また、その他のアロマティックでない地元産白ブドウ品種は合計で最大5%まで使用が認められている。ブドウの最大収量は1ヘクタールあたり10トンに制限され、ワインの最低アルコール度数は12%と定められている。また、出荷までに5カ月以上の熟成期間を要する（収穫年の翌年4月1日解禁）。
ソアーヴェ・スペリオーレ DOCGのワインはほとんどがクラッシコ地区内で生産されているものの、クラッシコ地区以外の丘陵地にあるブドウ畑も同D.O.C.G.には含まれており、後者にはソアーヴェ・コッリ・スカリージェリ DOCGの呼称が用いられる。この呼称は、13世紀から14世紀にかけてヴェローナの一帯を治めていたスカーラ家（通称スカリージェリ (伊: Scaligeri) ）にちなんで名付けられた。どちらの場合もD.O.C.G.の規定で定められた条件（前述）は同一である。
ソアーヴェ DOCとは異なり、ソアーヴェ・スペリオーレ DOCGにはリゼルヴァの規格が存在する。リゼルヴァの場合、最大収量は1ヘクタールあたり10トン、ワインの最低アルコール度数は12.5%である。また、出荷までに12カ月以上の熟成期間を要する（収穫年の翌年11月1日解禁）。
2001年10月に農林政策省が出した政令により、新規植栽のブドウ樹は1ヘクタールあたり4,000本に制限され、ヴェローナの伝統的な仕立て法であるペルゴラ（L字の支柱に沿わせるように仕立てる）を採用をするよう求められた。

### レチョート・ディ・ソアーヴェ DOCG
パッシート方式の甘口ワインの規格であるレチョート・ディ・ソアーヴェ DOCG (Recioto di Soave DOCG) は、ソアーヴェ DOCの下位区分であったが、1998年にD.O.C.G.として独立した。区域の範囲はソアーヴェ・スペリオーレ DOCGと同一である。レチョートの語源にかんしては、農民が陰干しのブドウを耳たぶの固さになるまで乾燥させたことから、耳たぶを意味するイタリア語のレチョートと呼ばれるようになったという説がある。現行の規定では、使用するブドウのうちガルガーネガは70%以上でなくてはならず、トレッビアーノ・ディ・ソアーヴェは残りの最大30%分に使用することができる。また、その他の地元産白ブドウ品種は合計で最大5%まで使用が認められている。ブドウの収量を1ヘクタールあたり9トン以下に制限し、完熟したブドウを風通しのよい部屋で乾燥させ、翌年の1月ごろに発酵させる。さらに出荷までには10カ月以上熟成させなければならない（収穫年の翌年9月1日解禁）。そのため収穫したブドウの総重量に対する完成品のワインの総重量の割合（歩留まり率）は、通常のワインの場合よりも低い40%以下になる。また、最低アルコール度数は通常のワインよりも高い14%（実質は12%）となっている。
このD.O.C.G.には発泡タイプのスプマンテの規格も存在する。非発泡タイプのレチョートと異なるのは、歩留まり率が42%以下、最低アルコール度数が（実質）11.5%となっている点である。

## ワイン醸造およびワインの特徴
1990年代半ばまでにソアーヴェは年間600万ケースを生産するようになっており、そのうちの80%以上は地元の協同組合が製造したワインで、これらはバルクワインとして輸入業者に買い取られ、それぞれの会社のラベルで売り出される。こうしたワインのかなりの割合が、ソアーヴェの中心となる丘陵地の多いクラッシコ地区ではなく、平野部（ピアヌーラ (伊: pianura) ）産のブドウで作られている。評価の高いソアーヴェのほとんどは、クラッシコ地区の丘陵地にある畑のブドウで作られているが、21世紀初頭にD.O.C.およびD.O.C.G.規定が変更されて以降は、クラッシコの呼称もあまり意味を成さないとワイン評論家たちは主張している。
ソアーヴェは、その歴史の大半においてミディアムボディのワインに仕立てられており、シャルドネのワインと肩を並べる存在であった。1980年代から1990年代にかけて、ワイン製造の方向性はより軽口でキレのあるタイプに移っていき、より重口のタイプのソアーヴェは人気を落とした。しかし21世紀に入ると、ガルガーネガの使用比率を高め、この品種独自の特徴をより生かしたソアーヴェを製造する傾向が強まった。
ソアーヴェ本来の特徴は、きれいな酸味とともに白い果実（洋梨やリンゴなど）・黄色い果実（アプリコットやマルメロなど）・ハーブの生き生きとした華やかなアロマをもつミディアムボディのワインであり、年月とともにカモミールや蜂蜜のニュアンスも加わる。マスター・オブ・ワイン (MW) のメアリー・ユーイング＝マリガンは、現在生産されているソアーヴェのうち、上質のものは麦わら色の溌剌として果実味の強い辛口ワインになると評している。ソアーヴェ・スペリオーレ DOCGの場合、ソアーヴェ DOCのワインよりも厚みがあり、アーモンドやチェリーの香りとともにほろ苦さが感じられるという。
2009年時点で、2,200名の加盟者を有するカンティーナ・ディ・ソアーヴェ協同組合は、ソアーヴェ DOCの生産全体の48%、ソアーヴェ・クラッシコの43%を占めていた。ワイン評論家のケリン・オキーフによると、カンティーナ・ディ・ソアーヴェのほか、カンティーナ・ディ・モンテフォルテを含む7つの協同組合が、長年ソアーヴェにおけるワイン生産に対して決定的影響力を握っていた。しかし2000年代以降、多くの生産者が協同組合から離れて独自にワインを製造するようになっており、ワインの品質向上への動きを加速させている。
だが消費者にとっては紛らわしいことに、協同組合に属さないジーニやピエロパン、テッサーリなどの最も優秀な生産者は、ソアーヴェ・スペリオーレ DOCGの呼称を使用していないことがある。というのもそうした生産者は、出来の良いソアーヴェ・クラッシコ DOCのワインのほうが、スペリオーレ DOCGの定めたアルコール度数やエキス分の下限を若干下回りながらも、スペリオーレ DOCGの規格に則ったワインより洗練され長持ちする製品になる、と実感しているからである。